# Calocosmus dimidiatus
Calocosmus dimidiatus là một loài bọ cánh cứng trong họ Cerambycidae.